# 10293 Pribina
10293 Pribina eller 1986 TU6 är en asteroid i huvudbältet som upptäcktes den 5 oktober 1986 av den slovakiske astronomen Milan Antal i Piwnice. Den är uppkallad efter prins Pribina.
Asteroiden har en diameter på ungefär 11 kilometer och den tillhör asteroidgruppen Eos.